# R80 (Luftschiff)
R80 war das erste britische Starrluftschiff mit einer Stromlinienform. Es war bereits 1916 von Barnes Wallis entworfen worden. Der Bau begann erst im November 1917 und wurde mehrfach verzögert. Im April 1920 wurde die Bespannung aufgebracht. Die erste Testfahrt fand am 19. Juli 1920 statt.

## Betrieb
Während der ersten Testfahrt wurde das Schiff beschädigt. Es gab beispielsweise einige Probleme mit dem Ballast, so dass das Schiff zu schnell aufstieg. Die Schäden wurden nach der Rückkehr in die Luftschiffhalle repariert. Erst im Januar 1921 wurde das Schiff in Dienst gestellt und am 24. Februar 1921 nach Howden/Yorkshire überführt. Dort nutzte auch die US-Marine R80 um Trainingsfahrten für seine Luftschiffer zu absolvieren. Dabei wurden zwischen dem 26. März und 1. Juni 1921 vier Fahrten mit einer Gesamtzeit von 8 Stunden und 45 Minuten absolviert.
Unter anderem die geringe Reichweite machten den R80 als Aufklärer jedoch nur bedingt brauchbar. So wurde er hauptsächlich als Schulschiff verwendet.
Die letzte Fahrt fand am 20. September 1921 statt.
Nach dem Ende des Fahrbetriebes wurden Teile des Schiffs für zerstörende Komponenten- und Werkstoffprüfungen verwendet. Die R80 wurde 1925 nach 4 Betriebsjahren mit nur 73 Betriebsstunden abgerüstet.
Trotz des geringen Nutzens von R80 führten die Vorteile der Stromlinienform zu einem Wettbewerb um den Bau eines Verkehrsluftschiffes, das in Lage war den Atlantik zu überqueren bzw. eine Direktpassage in die britische Kolonie Indien zu ermöglichen. Daraus gingen als kommerzieller Beitrag das hauptsächlich von Vickers gebaute Luftschiff R100 und als Beitrag der britischen Regierung R101 hervor.

## Kommerzielle Pläne
Bereits während des Baus 1919 gab es Überlegungen, das Schiff als Verkehrsluftschiff ähnlich LZ 120 und LZ 121 einzusetzen. Dafür wurden detaillierte Modifikationen des Schiffs, beispielsweise spezielle Passagierunterbringungen und Schlafgelegenheiten ausgearbeitet, jedoch nicht umgesetzt.

## Technik
Die Gondeln waren im Querschnitt kreisförmig und besaßen ebenfalls Stromlinienform. In der vorderen Maschinengondel, gleich hinter der Führergondel wirkten zwei Motoren auf eine Luftschraube, während die seitlichen Gondeln je einen Motor mit Luftschraube beherbergten.
- Traggasvolumen 33.986 Kubikmeter (1.200.000 cft)
- Maße: Länge: 163 m (535 ft), Durchmesser: 21,3 m (70 ft)
- Höchstgeschwindigkeit:	je nach Quelle: 105–112,6 km/h (70 mph)
- Antrieb: vier Wolseley-Maybach-Motoren mit je 170 kW (230 PS)
- Nutzlast: 18 t